# Protosilvanus inaequalis
Protosilvanus inaequalis is een keversoort uit de familie spitshalskevers (Silvanidae). De wetenschappelijke naam van de soort werd in 1882 gepubliceerd door Antoine Henri Grouvelle.